# Saint-Germain-sous-Cailly
Saint-Germain-sous-Cailly è un comune francese di 321 abitanti situato nel dipartimento della Senna Marittima nella regione della Normandia.

## Storia

### Simboli
Lo stemma è stato adottato nel 2021.

## Società

### Evoluzione demografica
Abitanti censiti